# مقاطعة فريزاي
مقاطعة فريزاي هي إحدى المقاطعات السبع في كوسوفو. يبلغ عدد سكانها 185,806 نسمة وذلك حسب إحصائيات سنة 2011. تبلغ مساحتها 1,030 كم². وتحتوي على 5 بلديات والتي تحتوي تلك البلديات على 126 مُستوطنة.

## البلديات
| البلدية        | السكان (2011) | المساحة (km2) | الكثافة (km2) | المستوطنات |
| -------------- | ------------- | ------------- | ------------- | ---------- |
| فريزاي         | 108,690       | 345           | 315           | 45         |
| كاتشانيك       | 33,454        | 221           | 151.4         | 31         |
| شتيميله        | 27,324        | 134           | 203.9         | 23         |
| خاني أي إليزيت | 9,389         | 83            | 113.1         | 11         |
| شتربتسه        | 6,949         | 247           | 28.1          | 16         |
| مقاطعة فريزاي  | 185,806       | 1,030         | 180.4         | 126        |

## المجموعات الإثنية
المجموعات العرقية في المقاطعة هي كالتالي :